# Pteroptochos
Pteroptochos là một chi chim trong họ Rhinocryptidae.